# Амаара: Песнь китов
«Амаара: Песнь китов» — немецкий документальный фильм 2021 года режиссёра Себастьяна Йобста.
Мировая премьера состоялась 20 мая 2021 года на Illuminate Film Festival в Аризоне.

## Сюжет
Духовная певица и целительница Марина Трост через любовь к китам и музыке демонстрирует связь между людьми и животными и то, насколько хрупка эта связь и мир в целом. Этот фильм — мощная поэтическая песня о любви к нашим смутным временам.

## В ролях
- Энн Бирн — китовая мать
- Денеса Чан — оператор
- Марина Трост — камео

## Награды
- Премия Barcelona Planet Film Festival 2021 за лучший саундтрек
- Приз Illuminate Film Festival 2021 за лучший фильм
- Всемирный кинофестиваль в Квинсе 2021: спецприз жюри лучшему поэтическому фильму
- Награда Международного женского кинофестиваля в Торонто 2021 за лучший экологический проект